# Xenophon (Feldherr)
Xenophon (altgriechisch Ξενοφῶν Xenophṓn), Sohn des Euripides, war ein Feldherr der Stadt Athen im Peloponnesischen Krieg (431–404 v. Chr.). Er dürfte um 480 v. Chr. geboren worden sein und fiel 429 v. Chr. bei der Schlacht von Spartolos in Thrakien.
Als Feldherr war er vor allem bei der Belagerung der Stadt Potidaia auf der thrakischen Halbinsel Chalkidike eingesetzt, die eine wichtige Rolle in der frühen Phase des Peloponnesischen Krieges spielte: Die als Kolonie von Korinth gegründete Stadt hatte wegen Streitigkeiten mit Athen ihre Loslösung vom Attischen Seebund erklärt. Daraufhin zogen die Athener gegen die Stadt und belagerten sie. Xenophon wurde als Feldherr gemeinsam mit Hestiodoros, Sohn des Aristokleides, und Phanomachos, Sohn des Kallimachos, 430 v. Chr. als Ablösung nach Norden geschickt und war beauftragt, diese Belagerung zu einem guten Ende zu bringen, die die athenische Staatskasse bereits 2000 Talente gekostet hatte. Nach zwei Jahren ergab sich die Stadt, in der wegen einer Hungersnot bereits Kannibalismus um sich gegriffen hatte, im Winter 430/429 v. Chr. den Belagerern.
Die Athener Generäle, deren Heer unter den winterlichen Bedingungen zu leiden hatte, waren darüber erleichtert und gewährten in den Verhandlungen den gegnerischen Militärs und den Einwohnern freien Abzug, wofür sie von der athenischen Volksversammlung kritisiert wurden, die ein härteres Vorgehen gewünscht hätte.
Später in demselben Jahr (429 v. Chr.) unternahm Xenophon mit seinen Feldherrnkollegen im Sommer mit 2000 ihrer Gepanzerten (Hopliten) und 200 Reitern einen Angriff gegen die Chalkidier und die Bottier, der jedoch in einer Katastrophe endete: Das athenische Heer war vor allem der chalkidischen Reiterei und ihrer flexiblen Angriffstaktik nicht gewachsen, geriet in Panik und musste sich in verlustreichen Kämpfen nach Potidaia zurückziehen, wobei auch alle Feldherrn ihr Leben verloren.
Der berühmte Rhetor Lysias berichtet von einer Enkelin des Feldherrn Xenophon, die mit dem Athener Diplomaten Aristophanes, dem Sohn des Nikophemos, einem engen Mitarbeiter des Admirals Konon, verheiratet war und 389 v. Chr. Witwe wurde, als ihr Mann in Athen zum Tode verurteilt und hingerichtet wurde.